# Melk en Honing
Melk en Honing was tussen 2011 en 2014 een televisieprogramma van de Evangelische Omroep.

## Seizoenen

### Seizoen 1 (2011)
Het eerste seizoen werd gepresenteerd door Marion Lutke. Bekende Nederlanders bereidden een milieuvriendelijke maaltijd en werden gevraagd over hun milieubewustzijn.

### Seizoen 2 (2012)
Het tweede seizoen werd gepresenteerd door Herman Wegter en Anne-Mar Zwart. Zij bezochten mensen die besloten hadden op een gezonde en duurzame manier te leven. Een vast onderdeel in het programma gaat over boerinnen die voor elkaar koken, waarna ze elkaars maaltijd beoordelen.

### Seizoen 3 (2012)
Het derde seizoen werd gepresenteerd door Herman Wegter en Anne-Mar Zwart. Zij bezochten mensen die besloten hadden op een gezonde en duurzame manier te leven. Ook ging het programma op zoek naar de beste boerendochter en beste  boerin van Nederland.